# Landschaftsschutzgebiet Meschede

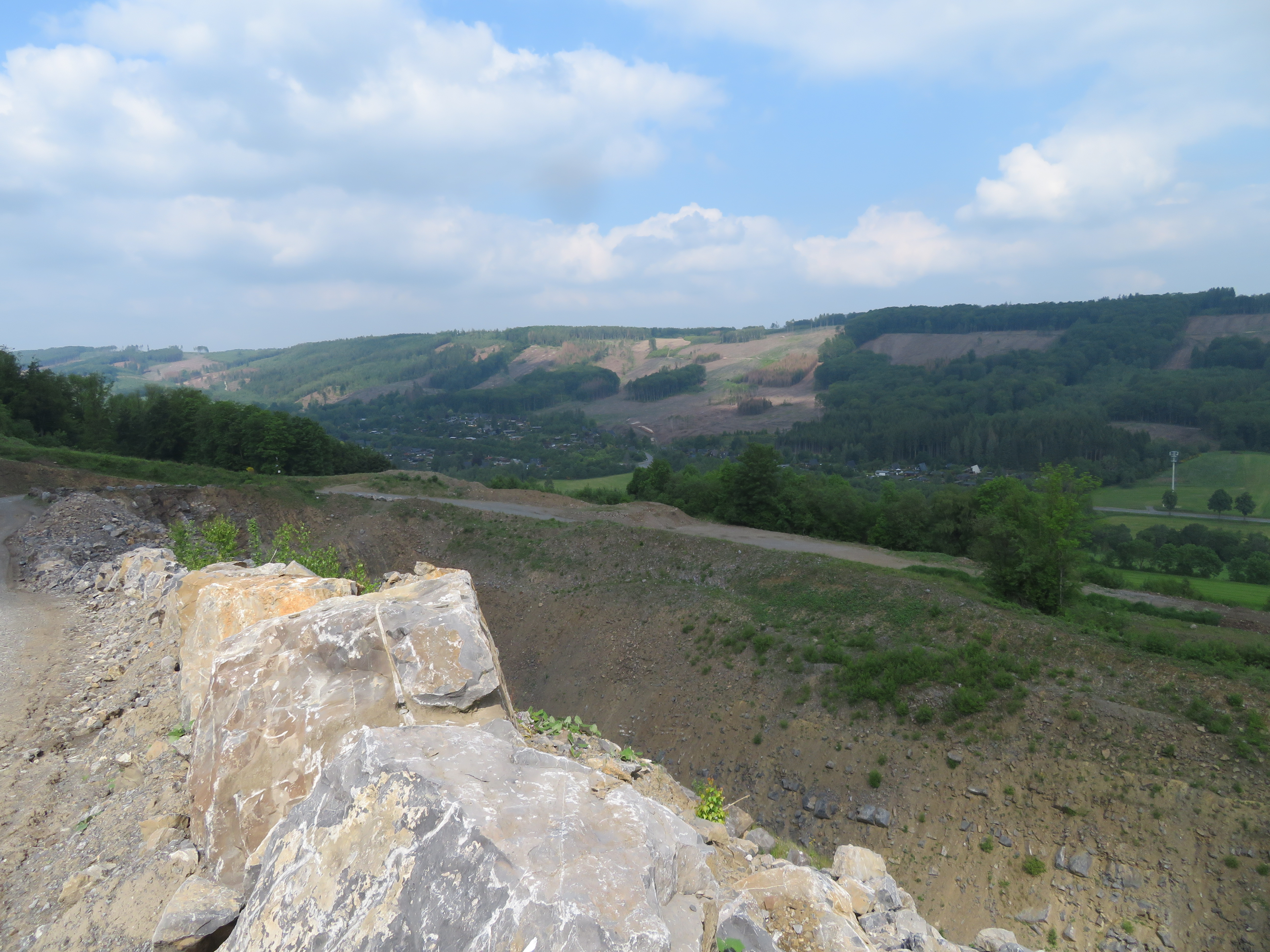
Landschaftsschutzgebiet Meschede bei Frenkhausen

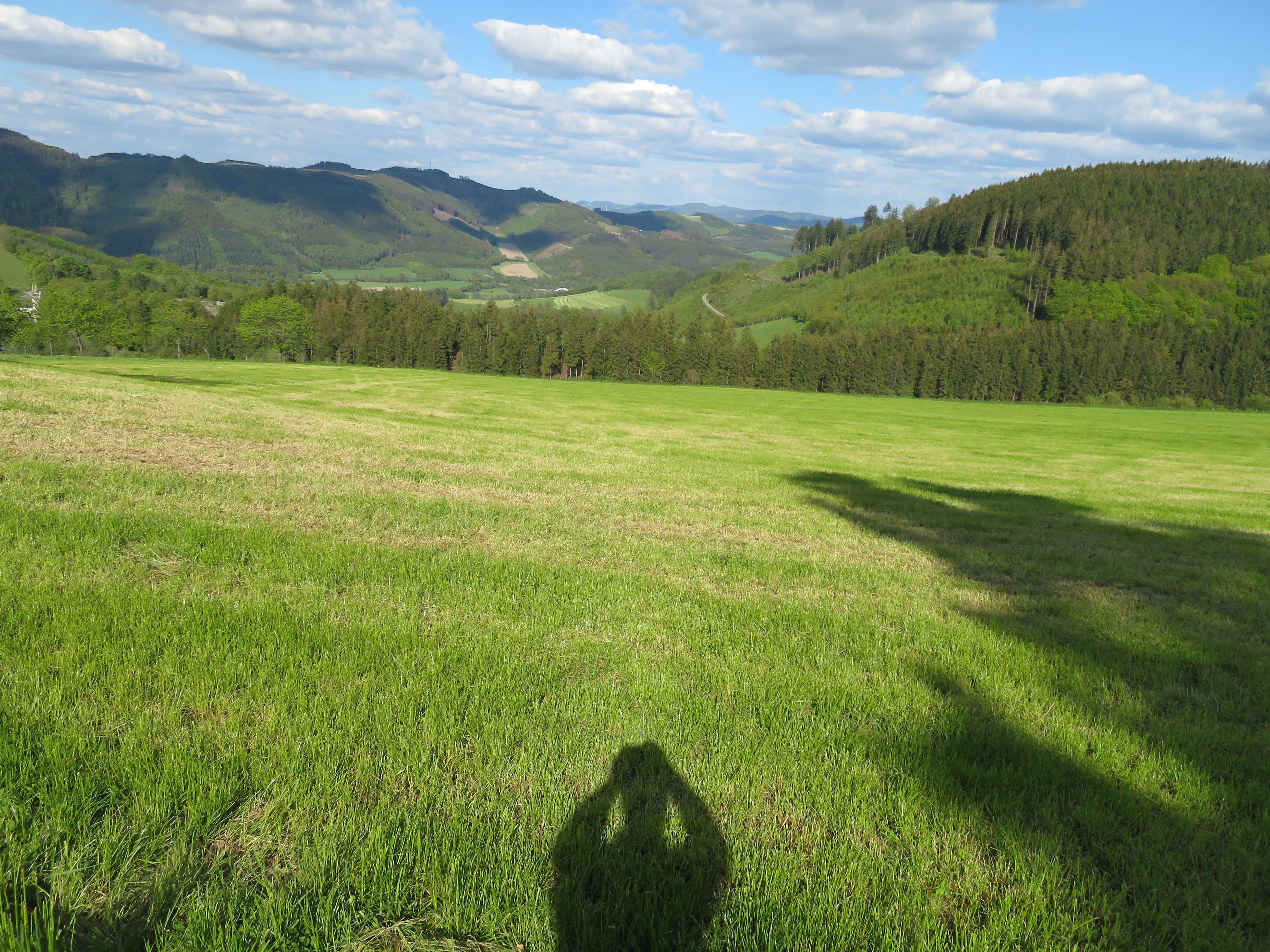
Blick vom Östenberg nach Osten

Das Landschaftsschutzgebiet Meschede mit einer Flächengröße von 12.247 ha liegt im Stadtgebiet von Meschede im Hochsauerlandkreis. Es wurde 1994 erstmals mit dem Landschaftsplan Meschede durch den Kreistag des Hochsauerlandkreises als Landschaftsschutzgebiet (LSG) ausgewiesen. Bei der Neuaufstellung des Landschaftsplanes Meschede wurde es dann erneut ausgewiesen, wobei in sechs Gebieten die Schutzausweisung einer Befristung unterliegt. Dabei handelt es sich zum einen um Flächen nördlich und südwestlich des Wallenstein, wo sich regionalplanerisch gesicherten Bereiche für den Rohstoffabbau befinden (hier konkret Steinbrucherweiterungen der Brüche Wallenstein und Felsberg). Ferner sind dies Bereiche nördlich des Ferienhausgebietes Frenkhausen, drei Teilflächen am nordwestlichen Ortsrand Freienohls und am nordöstlichen Rand des Ferienhausgebietes Mielinghausen, wo nach verbindlicher Bauleitplanung und baurechtlichem Genehmigungsverfahren eine Bebauung geplant ist. Das LSG ist eines von 67 Landschaftsschutzgebieten in der Stadt Meschede. Das Landschaftsschutzgebiet Meschede wurde als Großräumiges Landschaftsschutzgebiet vom Typ A (Allgemeiner Landschaftsschutz) nach § 26 BNatSchG ausgewiesen. Dort gibt es zudem 35 Landschaftsschutzgebiete vom Typ B und 32 Landschaftsschutzgebiete vom Typ C.
Das LSG gehört nördlich der Ruhr zum Naturpark Arnsberger Wald und südlich der Ruhr zum Naturpark Sauerland-Rothaargebirge.

## Beschreibung
Das LSG umfasst großflächig alle Flächen in Meschede, welche außerhalb vom Bebauungsbereich und anderen Schutzgebieten liegen. Im LSG liegen hauptsächlich Waldbereiche, ferner großflächige Bereiche mit Offenland (Grünland und Acker) und kleinere Bereiche mit Weihnachtsbaum-, Schmuckreisig- und Baumschul-Kulturen. Das LSG geht teils bis an den Siedlungsrand.
Östlich der B 55 am Abzweig nach Hirschberg befindet sich die Brachfläche am Streitberg mit einer Flächengröße von 0,59 ha. Auf dieser kleinen Anschüttungsfläche hat sich ein Massenvorkommen einer gefährdeten und im Landschaftsbild auffälligen Pflanzenart ausgebildet. Das Vorkommen ist latent durch Entnahme von Pflanzen sowie durch weitere natürliche Sukzession gefährdet. Die Fläche soll daher periodisch kontrolliert werden. Bei überhand nehmender Pflanzenentnahme oder sonstiger schädlicher Beanspruchung soll die Fläche eingezäunt werden. Die Brachfläche ist durch Mahd mit Abräumen des Mähguts im Turnus von etwa 5 Jahren offenzuhalten.

## Schutzzweck
Zum Schutzzweck aller LSG im Landschaftsplangebiet führt der Landschaftsplan auf: „Landschaftsschutzgebiete werden festgesetzt, soweit dies
a) zur Erhaltung, Entwicklung oder Wiederherstellung der Leistungs- und Funktionsfähigkeit des Naturhaushalts oder der Regenerationsfähigkeit und nachhaltigen Nutzungsfähigkeit der Natugüter, einschließlich des Schutzes von Lebensstätten und Lebensräumen bestimmter wildlebender Tier- und Pflanzenarten,
b) wegen der Vielfalt, Eigenart und Schönheit oder der besonderen kulturhistorischen Bedeutung der Landschaft oder
c) wegen ihrer besonderen Bedeutung für die Erholung
erforderlich ist.“
Für dieses LSG speziell gilt zudem: „Erhaltung der Eigenart und Schönheit einer Landschaft, die durch ein ausgeglichenes, naturräumlich begründetes und teilweise kulturhistorisch überliefertes Verhältnis von Wald und Offenland gekennzeichnet ist; Sicherung (und - in Teilen - Wiederherstellung) der Leistungsfähigkeit des Naturhaushalts vor Eingriffen, die allein oder durch ihre Summierung die Vielfalt des Landschaftsbildes sowie den Charakter der historischen Kulturlandschaften und die spezifischen ökologischen Funktionen der vielfältigen Landschaft beeinträchtigen können; Ergänzung der strenger geschützten Teile dieses Naturraums durch den Schutz ihrer Umgebung vor Projekten, die den herausragenden Wert dieser Naturschutzgebiete mindern könnten (Pufferzonenfunktion); Sicherung der kulturhistorisch und landeskundlich interessanten und der natürlichen Kleinformen des Reliefs (Pingen, Stollen, Halden, Hohlwege; natürliche Hohlformen); Umsetzung der Entwicklungsziele 1.1 und 1.5; Sicherung der Kohärenz und Umsetzung des europäischen Schutzgebietssystems „Natura 2000“, soweit dessen Anteile nicht den NSG zugeordnet wurden.“

## Rechtliche Vorschriften
Wie in den anderen Landschaftsschutzgebieten im Stadtgebiet besteht im LSG ein Verbot, Bauwerke zu errichten. Vom Verbot ausgenommen sind Bauvorhaben für Gartenbaubetriebe, Land- und Forstwirtschaft (§ 35 Abs. 1 Nr. 1 und 2 des Baugesetzbuches). Die Untere Naturschutzbehörde kann Ausnahmegenehmigungen für Bauten aller Art erteilen.